# 제2캐나다사단
제2캐나다사단(2nd Canada Division)은 1939년 9월 1일 제2차 세계 대전 발발 당시 창설된 캐나다 육군의 보병사단이다. 이들은 사단 본부와 여단 편성에 지연이 있었지만 그들 지역 부대의 여단 및 자원군으로 구성되었다. 해외 배치에 대한 논쟁이 해결된 이후 사단의 개별적인 사단본부가 1940년 5월에서 6월에 설립되었으며 영국의 총리 윈스턴 처칠의 요청으로 사단은 1940년 8월 1일부터 12월 25일까지 영국에 배치되었다. 1941년부터 1942년 초까지 연습 훈련을 잘 수행한 후 제2캐나다보병사단은 디에프 기습의 주요 부대로 편성되어 독일 점령 하의 프랑스에 있는 디에프 항에 상륙하였다. 1942년 8월 19일 항공 및 해군의 공격 지원으로 사단의 제4캐나다보병여단과 제6캐나다보병여단은 디에프 해변에 상륙했다. 독일군의 완벽한 준비로 캐나다 군은 병력 강화에도 불구하고 영국으로 철수해야 했다.
1942년부터 1944년의 재편성 및 재훈련 기간 동안 사단은 노르망디 상륙 작전을 위해 영국 제2군의 일부로써 제2캐나다군단 휘하의 사단이 되었다. 제2사단은 7월 20일부터 8월 21일까지 캉 등에서의 전투와 팔레즈 포위전에서 두드러진 활약상으 보여주었다. 북서부 유럽에 대한 공격을 위해 제1캐나다군의 새로운 본부에 합류한 이후 제2캐나다보병사단은 영국 해협의 항구 탈환과 스헬더 강 전투, 네덜란드 해방에서 중요한 역할을 맡았다. 사단은 전쟁 직후 잠시 해산되었지만 2013년부터 다시 활동을 재개하고 있다.

## 제1차 세계 대전
제2캐나다보병사단의 편성은 1915년 5월 영국에서 캐나다 군의 엄청난 도착에 뒤이어 시작되었다. 사단은 1915년 9월 프랑스로 파병되기 전까지 영국에 잠깐 머물러 있었다. 그들은 제1캐나다사단과 합류해 캐나다 군단을 편성했다. 사단은 리처드 어니스트 윌리엄 터너가 사단장을 맡았으며 사단원들은 이프르 남쪽 구역의 벨기에 전선에서 길고 추운 겨울을 보내야 했다. 제2캐나다보병사단의 보병 부대와 포병 부대 모두 휴전일까지 플랑드르와 프랑스에서 복무했으며 1919년 해산되었다.

## 1939년 편성 및 초기 사단
1939년 9월 1일 2차 대전의 시작으로 캐나다 현직 복무군은 2개의 사단으로 구성되었다. 제1캐나다사단과 제2캐나다보병사단이었다. 이 두 사단 모두 1939년 9월 1일에 창설되었다. 이 부대의 전력은 지속적인 보병 여단의 유지로 구성되어 있었고, 각각의 여단은 사단 3개를 보유하고 있었다. 그들은 3개의 소총수대대와 1개의 기관총대대로 구성되어 있었다. 추가적으로 사단급 포병 및 공병 부대가 지원을 했다. 제2캐나다보병사단은 제1캐나다사단의 자매 편성 같은 사단으로 원래는 그들의 지역 순서에 따라 배치된 것이었다. 제4캐나다보병여단은 온타리오주의 여단, 제5캐나다보병여단은 퀘벡주에서 온 여단, 그리고 제6캐나다보병여단은 서부 캐나다에서 온 여단들로 편성되었다.

## 방어 부대 (1940)
제2캐나다보병사단이 주력 부대로 투입되기 직전이자 영국에 도착하여 편성을 바꾼지 약 1년이 되었을 때, 이 부대 또한 많은 변화가 있었다. 첫 여단의 집결 부대가 1940년 5월부터 6월 사이에 영국에 주둔했고, 모든 부대는 수비대로써의 훈련을 받았다. 제4여단은 온타리오에 있는 보든 캠프에 모였고, 제5여단은 퀘벡의 발카티에 캠프, 그리고 제6여단은 매니토바의 실로 캠프에 모였다. 사단급 포병부대는 페타와와 캠프와 실로 캠프에 모였다. 제2사단의 구조는 1940년 초기 바뀌어 기관총 대대를 3개에서 1개로 그 수를 줄였다. 소총수대대인 카메론스와 샤우디에레는 기계화보병사단인 제3캐나다보병사단으로 재배치되었고, 위니페그 척탄병부대는 수비 임무를 위해 자메이카로 파병되었다. 이들은 후에 캐나다로 돌아와 홍콩에 재배치되었고, 1941년 12월 25일 홍콩 전투 당시 포로로 잡혔다.
1940년 5월 블랙 왓치 부대는 발카르티에에서 뉴펀들랜드 자치령으로 이동하였고, 6월 제2캐나다사단은 영국 연방군으로써의 방어 임무에 배치되었다., 왕립캐나다여단 및 레 푸지에르 몽트 로얄'과 함께 그달 말 아이슬란드에 배치되었다. 그러나 윈스턴 처칠의 요구로 이러한 배치는 곧 중단되었고, 사단은 영국 육군을 보충하기 위해 잉글랜드 지방에 절실히 필요하게 되었다. 이들은 곧 독일의 영국 침공 작전인 바다사자 작전이 임박했음을 알고 있었다. 이 결과로 제2캐나다보병사단의 대부분은 1940년 8월 영국에 배치되었지만 아이슬란드 수비대는 10월 31일까지 아이슬란드에 남아있었다. 몽트 로얄의 부재는 빅토르 오드럼에게 기병하일랜더를 9월 제5여단에 재배치시키는 것을 허락하였고 사단의 여단들을 윤리적으로 섞기 위한 것이 주요 목적이었다.

## 주블리 작전

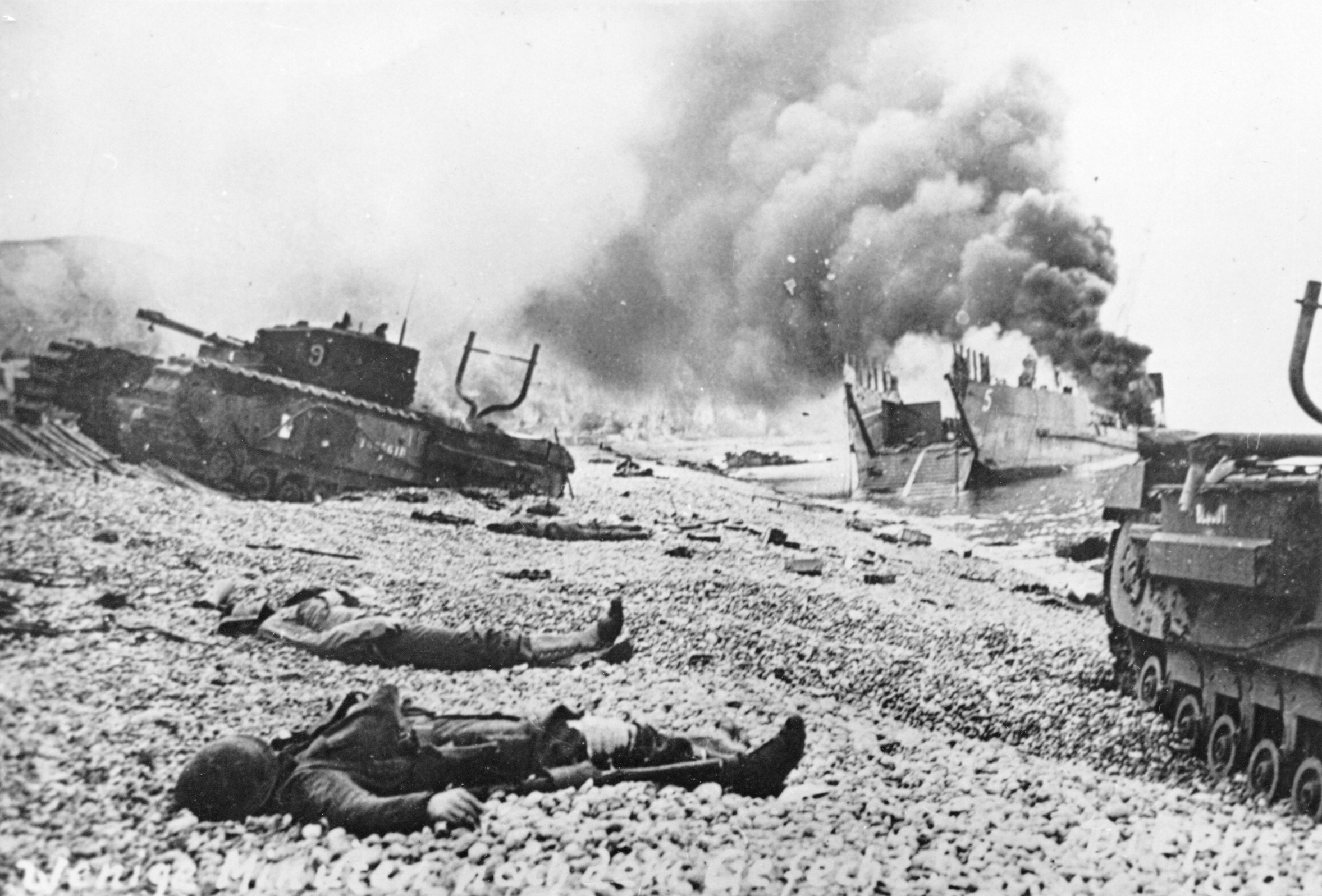
디에프 기습 당시 제2캐나다보병사단 소속 군인들의 시신

1942년 초기 존 해밀턴 로버트 소장의 지휘 하에 제2캐나다보병사단은 추가적인 대규모의 전투 훈련에 참여했으며 독일의 침공을 물리치기 위한 영국 연방 사단들의 능력을 함양시키는 것이 이 전투 훈련의 목적이었다. 4월과 5월 이후 훈련은 증강되었으며 참가 병력 중 더욱 어려운 것들도 제대로 수행해냈다. 그 결과 제2캐나다보병사단은 영국 내에서 가장 우수한 사단 들 중 하나로 판단되었고, 주블리 작전이라 불리는 독일이 점령한 디에프 항구를 연합군이 공격하는 작전에서 주요 병력으로 선택되었다. 상륙 같은 것이 가능한지 아닌지에 대한 의문과 함께, 디에프 기습은 제4캐나다보병여단 및 제6캐나다보병여단에 의해 진행되었으며 항공, 해군 및 추가적인 보병지원이 이루어졌다. 중요한 제5캐나다보병여단 인원들도 이 작전에 참가했다. 그러나 디에프 기습은 영국군이 수적으로 우세했고, 대서양 방벽은 이 때 완공되지 못했음에도 불구하고 독일군의 반격 준비 및 영국군의 통신 부족 등으로 영국군의 참패로 끝났다.

## 같이 보기
- 캐나다 육군
- 영국 연방
- 아이슬란드 침공